# L'uomo dalla scure
L'uomo dalla scure (The Hatchet Man) è un film statunitense del 1932 diretto da William A. Wellman.